# Grandisonia larvata
Grandisonia larvata és una espècie d'amfibis gimnofions de la família Caeciliidae. És endèmica de les illes Seychelles. Els seus hàbitats naturals inclouen boscos secs tropicals o subtropicals, montans secs, rius, aiguamolls d'aigua dolça, corrents intermitents d'aigua dolça, plantacions, jardins rurals i zones prèviament boscoses ara molt degradades.